# Ronde van Frankrijk 2008/Eerste etappe
De eerste etappe van de Ronde van Frankrijk 2008 werd verreden op 5 juli 2008 over een afstand van 194 kilometer tussen Brest en Plumelec. Het was voor het eerst sinds de Ronde van Frankrijk 1966 dat niet van start werd gegaan met een proloog.
Het is de derde keer in de geschiedenis van de Ronde van Frankrijk dat er gestart werd in Brest, ook in 1952 en 1974 gebeurde dat al.

## Verloop
Rond half 1 begonnen de 180 renners aan de 197,5 kilometer lange etappe door Bretagne. De eerste aanval vond plaats na drie kilometer door Lilian Jégou die samen met Rubén Pérez, José Luis Arrieta, Thomas Voeckler, David de la Fuente, Björn Schröder, Stéphane Augé en Geoffroy Lequatre snel een grote voorsprong opbouwde. Bij de eerste klim na 29,5 kilometer bereikte het achttal de maximale voorsprong van 8 minuten en 15 seconden. Het peloton bracht de achterstand vervolgens langzamerhand terug. Halverwege de etappe moest de eerste renner de Ronde van Frankrijk verlaten. Hervé Duclos-Lassalle viel in de bevoorradingszone en blesseerde zich aan zijn pols. Toen de kopgroep op 36 kilometer voor de finish nog anderhalve minuut voorsprong had, probeerden verschillende leden van de kopgroep te demarreren. Jégou en De la Fuente hadden aanvankelijk succes en terwijl de andere zes werden ingelopen door het peloton bleven zij vooraan rijden. Op zeven kilometer van de streep werd het duo alsnog bijgehaald door het peloton.
In de slotkilometers werd de kop van het peloton gedomineerd door Team Columbia. Op de slotklim sprong eerst Stefan Schumacher weg. Deze werd ingehaald door Kim Kirchen, die op weg leek naar de zege. Op 200 meter voor de finish kwam echter Alejandro Valverde langszij. Het werd de tweede zege in een Touretappe voor Valverde na zijn winst in de tiende etappe van de Tour van 2005.
Lilian Jégou werd voor zijn aanvallende rijden beloond met het rode rugnummer. Valverde kreeg naast de gele trui ook de groene trui. In de tweede etappe rijdt Philippe Gilbert, als tweede in het puntenklassement, in het groen. De bolletjestrui is voor Thomas Voeckler. Mauricio Soler, die ten val kwam tijdens de etappe en daarbij een breukje opliep in zijn linkerpols, reed de etappe wel uit.

### Tussensprints
| Tussensprint Plonévez-du-Faou na 62 km |                   |        |
| Plaats                                 | Naam              | Punten |
| Winnaar                                | Geoffroy Lequatre | 6      |
| 2                                      | Lilian Jégou      | 4      |
| 3                                      | Rubén Pérez       | 2      |

| Tussensprint Gourin na 90,5 km |                   |        |
| Plaats                         | Naam              | Punten |
| Winnaar                        | Geoffroy Lequatre | 6      |
| 2                              | Stéphane Augé     | 4      |
| 3                              | Lilian Jégou      | 2      |

| Tussensprint Remungol na 157 km |                   |        |
| Plaats                          | Naam              | Punten |
| Winnaar                         | Geoffroy Lequatre | 6      |
| 2                               | Rubén Pérez       | 4      |
| 3                               | Lilian Jégou      | 2      |

### Bergsprints
| Beklimming Côte de Ty-Jopic na 29,5 km | Beklimming Côte de Ty-Jopic na 29,5 km | Beklimming Côte de Ty-Jopic na 29,5 km | 4e cat. 3,7 km à 3,3 % | 4e cat. 3,7 km à 3,3 % |
| Plaats                                 | Naam                                   | Naam                                   | Punten                 |                        |
| Winnaar                                | Björn Schröder                         | Björn Schröder                         | 3                      |                        |
| 2                                      | Thomas Voeckler                        | Thomas Voeckler                        | 2                      |                        |
| 3                                      | David de la Fuente                     | David de la Fuente                     | 1                      |                        |

| Beklimming Côte de Kerivarc'h na 48,5 km | Beklimming Côte de Kerivarc'h na 48,5 km | Beklimming Côte de Kerivarc'h na 48,5 km | 4e cat. 1,5 km à 3,2 % | 4e cat. 1,5 km à 3,2 % |
| Plaats                                   | Naam                                     | Naam                                     | Punten                 |                        |
| Winnaar                                  | Thomas Voeckler                          | Thomas Voeckler                          | 3                      |                        |
| 2                                        | Björn Schröder                           | Björn Schröder                           | 2                      |                        |
| 3                                        | Geoffroy Lequatre                        | Geoffroy Lequatre                        | 1                      |                        |

| Beklimming Col de Toullaëron na 85,5 km | Beklimming Col de Toullaëron na 85,5 km | Beklimming Col de Toullaëron na 85,5 km | 4e cat. 1,8 km à 5,6 % | 4e cat. 1,8 km à 5,6 % |
| Plaats                                  | Naam                                    | Naam                                    | Punten                 |                        |
| Winnaar                                 | Lilian Jégou                            | Lilian Jégou                            | 3                      |                        |
| 2                                       | Thomas Voeckler                         | Thomas Voeckler                         | 2                      |                        |
| 3                                       | Björn Schröder                          | Björn Schröder                          | 1                      |                        |

| Beklimming Côte de Guenervé na 146,5 km | Beklimming Côte de Guenervé na 146,5 km | Beklimming Côte de Guenervé na 146,5 km | 4e cat. 2,1 km à 3,3 % | 4e cat. 2,1 km à 3,3 % |
| Plaats                                  | Naam                                    | Naam                                    | Punten                 |                        |
| Winnaar                                 | David de la Fuente                      | David de la Fuente                      | 3                      |                        |
| 2                                       | Björn Schröder                          | Björn Schröder                          | 2                      |                        |
| 3                                       | Thomas Voeckler                         | Thomas Voeckler                         | 1                      |                        |

## Uitslag (tevens algemeen klassement)
| rang | renner             | land      | ploeg                 | tijd       |
| ---- | ------------------ | --------- | --------------------- | ---------- |
|      | Alejandro Valverde | Spanje    | Caisse d'Epargne      | 4u 36' 07" |
| 2    | Philippe Gilbert   | België    | La Française des Jeux | op 1"      |
| 3    | Jérôme Pineau      | Frankrijk | Bouygues Télécom      | z.t.       |
| 4    | Kim Kirchen        | Luxemburg | Team Columbia         | z.t.       |
| 5    | Riccardo Riccò     | Italië    | Saunier Duval         | z.t.       |
| 6    | Cadel Evans        | Australië | Silence-Lotto         | z.t.       |
| 7    | Fränk Schleck      | Luxemburg | Team CSC              | z.t.       |
| 8    | Filippo Pozzato    | Italië    | Liquigas              | z.t.       |
| 9    | Óscar Freire       | Spanje    | Rabobank              | z.t.       |
| 10   | Óscar Pereiro      | Spanje    | Caisse d'Epargne      | z.t.       |

## Strijdlustigste renner
| renner       | land      | ploeg              |
| ------------ | --------- | ------------------ |
| Lilian Jégou | Frankrijk | Française des Jeux |

## Nevenklassementen

### Puntenklassement
| rang | renner             | land      | ploeg                 | punten |
| ---- | ------------------ | --------- | --------------------- | ------ |
|      | Alejandro Valverde | Spanje    | Caisse d'Epargne      | 35     |
| 2    | Philippe Gilbert   | België    | La Française des Jeux | 30     |
| 3    | Jérôme Pineau      | Frankrijk | Bouygues Télécom      | 26     |

### Bergklassement
| rang | renner             | land      | ploeg            | punten |
| ---- | ------------------ | --------- | ---------------- | ------ |
|      | Thomas Voeckler    | Frankrijk | Bouygues Télécom | 8      |
| 2    | Björn Schröder     | Duitsland | Team Milram      | 8      |
| 3    | David de la Fuente | Spanje    | Saunier Duval    | 4      |

### Jongerenklassement
| rang | renner         | land      | ploeg               | tijd       |
| ---- | -------------- | --------- | ------------------- | ---------- |
|      | Riccardo Riccò | Italië    | Saunier Duval-Scott | 4h 36' 08" |
| 2    | Andy Schleck   | Luxemburg | Team CSC-Saxo Bank  | op 0.06"   |
| 3    | Joeri Trofimov | Rusland   | Bouygues Télécom    | op 0.06"   |

### Ploegenklassement
| rang | Ploeg              | land             | tijd        |
| ---- | ------------------ | ---------------- | ----------- |
|      | Caisse d'Epargne   | Spanje           | 13h 48' 29" |
| 2    | Team CSC-Saxo Bank | Denemarken       | op 0.07"    |
| 3    | Team Columbia      | Verenigde Staten | op 0.07"    |